# Straßenrennen der Männer bei den Panamerikanischen Spielen
Das Straßenrennen der Männer bei den Panamerikanischen Spielen wird seit 1951 im Rahmen der Panamerikanischen Spiele (Juegos Panamericanos) als Multisportveranstaltung des amerikanischen Kontinents ausgetragen. Im Rahmen der Radsportwettbewerbe wird es als Eintagesrennen veranstaltet.
Veranstalter ist die Confederación Panamericana de Ciclismo (COPACI) als ein Kontinentalverband innerhalb der Union Cycliste Internationale (UCI). Startberechtigt sind Radrennfahrer der nationalen Verbände, die Mitglied COPACI sind. Die Veranstaltungsorte wechseln, die Teilnehmer werden von den nationalen Verbänden im Rahmen von Nationalmannschaften benannt.

## Palmarès
- 1951  Oscar Muleiro
- 1955  Ramón Hoyos
- 1959  Ricardo Senn
- 1963  Gregorio Carrizalez
- 1967  Marcel Roy
- 1971  John Howard
- 1975  Aldo Arencibia
- 1979  Carlos Cardet
- 1983  Luis Rosendo Ramos Maldonado
- 1987  Luis Rosendo Ramos Maldonado
- 1991  Robinson Merchán
- 1995  Brian Walton
- 1999  Brian Walton
- 2003  Milton Wynants
- 2007  Wendy Cruz
- 2011  Marc de Maar
- 2015  Miguel Ubeto
- 2019  Maximiliano Richeze
- 2023  Maximiliano Richeze